# Ruppia cirrhosa
Ruppia cirrhosa é uma espécie de planta com flor pertencente à família Ruppiaceae. 
A autoridade científica da espécie é (Petagna) Grande, tendo sido publicada em Bulletino dell' Orto Botanico della Regia Università de Napoli 5: 58. 1918.

## Portugal
Trata-se de uma espécie presente no território português, nomeadamente em Portugal Continental.
Se se está a perguntar onde é o local de origem, acredita-se que é nativo da região indicada acima.

## Protecção
Não se encontra protegida por legislação portuguesa ou da Comunidade Europeia.